# 1715
Portal Geschichte | Portal Biografien | Aktuelle Ereignisse | Jahreskalender | Tagesartikel

◄ |
17. Jahrhundert |
18. Jahrhundert
| 19. Jahrhundert | ►

◄ |
1680er |
1690er |
1700er |
1710er
| 1720er | 1730er | 1740er | ►

◄◄ |
◄ |
1711 |
1712 |
1713 |
1714 |
1715
| 1716 | 1717 | 1718 | 1719 | ► | ►►
Staatsoberhäupter  · Nekrolog   · Musikjahr
| Januar | Januar | Januar | Januar | Januar | Januar | Januar | Januar |
| Kw     | Mo     | Di     | Mi     | Do     | Fr     | Sa     | So     |
| ------ | ------ | ------ | ------ | ------ | ------ | ------ | ------ |
| 1      |        | 1      | 2      | 3      | 4      | 5      | 6      |
| 2      | 7      | 8      | 9      | 10     | 11     | 12     | 13     |
| 3      | 14     | 15     | 16     | 17     | 18     | 19     | 20     |
| 4      | 21     | 22     | 23     | 24     | 25     | 26     | 27     |
| 5      | 28     | 29     | 30     | 31     |        |        |        |

| Februar | Februar | Februar | Februar | Februar | Februar | Februar | Februar |
| Kw      | Mo      | Di      | Mi      | Do      | Fr      | Sa      | So      |
| ------- | ------- | ------- | ------- | ------- | ------- | ------- | ------- |
| 5       |         |         |         |         | 1       | 2       | 3       |
| 6       | 4       | 5       | 6       | 7       | 8       | 9       | 10      |
| 7       | 11      | 12      | 13      | 14      | 15      | 16      | 17      |
| 8       | 18      | 19      | 20      | 21      | 22      | 23      | 24      |
| 9       | 25      | 26      | 27      | 28      |         |         |         |

| März | März | März | März | März | März | März | März |
| Kw   | Mo   | Di   | Mi   | Do   | Fr   | Sa   | So   |
| ---- | ---- | ---- | ---- | ---- | ---- | ---- | ---- |
| 9    |      |      |      |      | 1    | 2    | 3    |
| 10   | 4    | 5    | 6    | 7    | 8    | 9    | 10   |
| 11   | 11   | 12   | 13   | 14   | 15   | 16   | 17   |
| 12   | 18   | 19   | 20   | 21   | 22   | 23   | 24   |
| 13   | 25   | 26   | 27   | 28   | 29   | 30   | 31   |

| April | April | April | April | April | April | April | April |
| Kw    | Mo    | Di    | Mi    | Do    | Fr    | Sa    | So    |
| ----- | ----- | ----- | ----- | ----- | ----- | ----- | ----- |
| 14    | 1     | 2     | 3     | 4     | 5     | 6     | 7     |
| 15    | 8     | 9     | 10    | 11    | 12    | 13    | 14    |
| 16    | 15    | 16    | 17    | 18    | 19    | 20    | 21    |
| 17    | 22    | 23    | 24    | 25    | 26    | 27    | 28    |
| 18    | 29    | 30    |       |       |       |       |       |

| Mai | Mai | Mai | Mai | Mai | Mai | Mai | Mai |
| Kw  | Mo  | Di  | Mi  | Do  | Fr  | Sa  | So  |
| 18  |     |     | 1   | 2   | 3   | 4   | 5   |
| 19  | 6   | 7   | 8   | 9   | 10  | 11  | 12  |
| 20  | 13  | 14  | 15  | 16  | 17  | 18  | 19  |
| 21  | 20  | 21  | 22  | 23  | 24  | 25  | 26  |
| 22  | 27  | 28  | 29  | 30  | 31  |     |     |
| --- | --- | --- | --- | --- | --- | --- | --- |

| Juni | Juni | Juni | Juni | Juni | Juni | Juni | Juni |
| Kw   | Mo   | Di   | Mi   | Do   | Fr   | Sa   | So   |
| ---- | ---- | ---- | ---- | ---- | ---- | ---- | ---- |
| 22   |      |      |      |      |      | 1    | 2    |
| 23   | 3    | 4    | 5    | 6    | 7    | 8    | 9    |
| 24   | 10   | 11   | 12   | 13   | 14   | 15   | 16   |
| 25   | 17   | 18   | 19   | 20   | 21   | 22   | 23   |
| 26   | 24   | 25   | 26   | 27   | 28   | 29   | 30   |

| Juli | Juli | Juli | Juli | Juli | Juli | Juli | Juli |
| Kw   | Mo   | Di   | Mi   | Do   | Fr   | Sa   | So   |
| ---- | ---- | ---- | ---- | ---- | ---- | ---- | ---- |
| 27   | 1    | 2    | 3    | 4    | 5    | 6    | 7    |
| 28   | 8    | 9    | 10   | 11   | 12   | 13   | 14   |
| 29   | 15   | 16   | 17   | 18   | 19   | 20   | 21   |
| 30   | 22   | 23   | 24   | 25   | 26   | 27   | 28   |
| 31   | 29   | 30   | 31   |      |      |      |      |

| August | August | August | August | August | August | August | August |
| Kw     | Mo     | Di     | Mi     | Do     | Fr     | Sa     | So     |
| ------ | ------ | ------ | ------ | ------ | ------ | ------ | ------ |
| 31     |        |        |        | 1      | 2      | 3      | 4      |
| 32     | 5      | 6      | 7      | 8      | 9      | 10     | 11     |
| 33     | 12     | 13     | 14     | 15     | 16     | 17     | 18     |
| 34     | 19     | 20     | 21     | 22     | 23     | 24     | 25     |
| 35     | 26     | 27     | 28     | 29     | 30     | 31     |        |

| September | September | September | September | September | September | September | September |
| Kw        | Mo        | Di        | Mi        | Do        | Fr        | Sa        | So        |
| --------- | --------- | --------- | --------- | --------- | --------- | --------- | --------- |
| 35        |           |           |           |           |           |           | 1         |
| 36        | 2         | 3         | 4         | 5         | 6         | 7         | 8         |
| 37        | 9         | 10        | 11        | 12        | 13        | 14        | 15        |
| 38        | 16        | 17        | 18        | 19        | 20        | 21        | 22        |
| 39        | 23        | 24        | 25        | 26        | 27        | 28        | 29        |
| 40        | 30        |           |           |           |           |           |           |

| Oktober | Oktober | Oktober | Oktober | Oktober | Oktober | Oktober | Oktober |
| Kw      | Mo      | Di      | Mi      | Do      | Fr      | Sa      | So      |
| ------- | ------- | ------- | ------- | ------- | ------- | ------- | ------- |
| 40      |         | 1       | 2       | 3       | 4       | 5       | 6       |
| 41      | 7       | 8       | 9       | 10      | 11      | 12      | 13      |
| 42      | 14      | 15      | 16      | 17      | 18      | 19      | 20      |
| 43      | 21      | 22      | 23      | 24      | 25      | 26      | 27      |
| 44      | 28      | 29      | 30      | 31      |         |         |         |

| November | November | November | November | November | November | November | November |
| Kw       | Mo       | Di       | Mi       | Do       | Fr       | Sa       | So       |
| -------- | -------- | -------- | -------- | -------- | -------- | -------- | -------- |
| 44       |          |          |          |          | 1        | 2        | 3        |
| 45       | 4        | 5        | 6        | 7        | 8        | 9        | 10       |
| 46       | 11       | 12       | 13       | 14       | 15       | 16       | 17       |
| 47       | 18       | 19       | 20       | 21       | 22       | 23       | 24       |
| 48       | 25       | 26       | 27       | 28       | 29       | 30       |          |

| Dezember | Dezember | Dezember | Dezember | Dezember | Dezember | Dezember | Dezember |
| Kw       | Mo       | Di       | Mi       | Do       | Fr       | Sa       | So       |
| -------- | -------- | -------- | -------- | -------- | -------- | -------- | -------- |
| 48       |          |          |          |          |          |          | 1        |
| 49       | 2        | 3        | 4        | 5        | 6        | 7        | 8        |
| 50       | 9        | 10       | 11       | 12       | 13       | 14       | 15       |
| 51       | 16       | 17       | 18       | 19       | 20       | 21       | 22       |
| 52       | 23       | 24       | 25       | 26       | 27       | 28       | 29       |
| 1        | 30       | 31       |          |          |          |          |          |

| Januar | Januar | Januar | Januar | Januar | Januar | Januar | Januar |
| Kw     | Mo     | Di     | Mi     | Do     | Fr     | Sa     | So     |
| ------ | ------ | ------ | ------ | ------ | ------ | ------ | ------ |
| 1      |        | 1      | 2      | 3      | 4      | 5      | 6      |
| 2      | 7      | 8      | 9      | 10     | 11     | 12     | 13     |
| 3      | 14     | 15     | 16     | 17     | 18     | 19     | 20     |
| 4      | 21     | 22     | 23     | 24     | 25     | 26     | 27     |
| 5      | 28     | 29     | 30     | 31     |        |        |        |

| Februar | Februar | Februar | Februar | Februar | Februar | Februar | Februar |
| Kw      | Mo      | Di      | Mi      | Do      | Fr      | Sa      | So      |
| ------- | ------- | ------- | ------- | ------- | ------- | ------- | ------- |
| 5       |         |         |         |         | 1       | 2       | 3       |
| 6       | 4       | 5       | 6       | 7       | 8       | 9       | 10      |
| 7       | 11      | 12      | 13      | 14      | 15      | 16      | 17      |
| 8       | 18      | 19      | 20      | 21      | 22      | 23      | 24      |
| 9       | 25      | 26      | 27      | 28      |         |         |         |

| März | März | März | März | März | März | März | März |
| Kw   | Mo   | Di   | Mi   | Do   | Fr   | Sa   | So   |
| ---- | ---- | ---- | ---- | ---- | ---- | ---- | ---- |
| 9    |      |      |      |      | 1    | 2    | 3    |
| 10   | 4    | 5    | 6    | 7    | 8    | 9    | 10   |
| 11   | 11   | 12   | 13   | 14   | 15   | 16   | 17   |
| 12   | 18   | 19   | 20   | 21   | 22   | 23   | 24   |
| 13   | 25   | 26   | 27   | 28   | 29   | 30   | 31   |

| April | April | April | April | April | April | April | April |
| Kw    | Mo    | Di    | Mi    | Do    | Fr    | Sa    | So    |
| ----- | ----- | ----- | ----- | ----- | ----- | ----- | ----- |
| 14    | 1     | 2     | 3     | 4     | 5     | 6     | 7     |
| 15    | 8     | 9     | 10    | 11    | 12    | 13    | 14    |
| 16    | 15    | 16    | 17    | 18    | 19    | 20    | 21    |
| 17    | 22    | 23    | 24    | 25    | 26    | 27    | 28    |
| 18    | 29    | 30    |       |       |       |       |       |

| Mai | Mai | Mai | Mai | Mai | Mai | Mai | Mai |
| Kw  | Mo  | Di  | Mi  | Do  | Fr  | Sa  | So  |
| 18  |     |     | 1   | 2   | 3   | 4   | 5   |
| 19  | 6   | 7   | 8   | 9   | 10  | 11  | 12  |
| 20  | 13  | 14  | 15  | 16  | 17  | 18  | 19  |
| 21  | 20  | 21  | 22  | 23  | 24  | 25  | 26  |
| 22  | 27  | 28  | 29  | 30  | 31  |     |     |
| --- | --- | --- | --- | --- | --- | --- | --- |

| Juni | Juni | Juni | Juni | Juni | Juni | Juni | Juni |
| Kw   | Mo   | Di   | Mi   | Do   | Fr   | Sa   | So   |
| ---- | ---- | ---- | ---- | ---- | ---- | ---- | ---- |
| 22   |      |      |      |      |      | 1    | 2    |
| 23   | 3    | 4    | 5    | 6    | 7    | 8    | 9    |
| 24   | 10   | 11   | 12   | 13   | 14   | 15   | 16   |
| 25   | 17   | 18   | 19   | 20   | 21   | 22   | 23   |
| 26   | 24   | 25   | 26   | 27   | 28   | 29   | 30   |

| Juli | Juli | Juli | Juli | Juli | Juli | Juli | Juli |
| Kw   | Mo   | Di   | Mi   | Do   | Fr   | Sa   | So   |
| ---- | ---- | ---- | ---- | ---- | ---- | ---- | ---- |
| 27   | 1    | 2    | 3    | 4    | 5    | 6    | 7    |
| 28   | 8    | 9    | 10   | 11   | 12   | 13   | 14   |
| 29   | 15   | 16   | 17   | 18   | 19   | 20   | 21   |
| 30   | 22   | 23   | 24   | 25   | 26   | 27   | 28   |
| 31   | 29   | 30   | 31   |      |      |      |      |

| August | August | August | August | August | August | August | August |
| Kw     | Mo     | Di     | Mi     | Do     | Fr     | Sa     | So     |
| ------ | ------ | ------ | ------ | ------ | ------ | ------ | ------ |
| 31     |        |        |        | 1      | 2      | 3      | 4      |
| 32     | 5      | 6      | 7      | 8      | 9      | 10     | 11     |
| 33     | 12     | 13     | 14     | 15     | 16     | 17     | 18     |
| 34     | 19     | 20     | 21     | 22     | 23     | 24     | 25     |
| 35     | 26     | 27     | 28     | 29     | 30     | 31     |        |

| September | September | September | September | September | September | September | September |
| Kw        | Mo        | Di        | Mi        | Do        | Fr        | Sa        | So        |
| --------- | --------- | --------- | --------- | --------- | --------- | --------- | --------- |
| 35        |           |           |           |           |           |           | 1         |
| 36        | 2         | 3         | 4         | 5         | 6         | 7         | 8         |
| 37        | 9         | 10        | 11        | 12        | 13        | 14        | 15        |
| 38        | 16        | 17        | 18        | 19        | 20        | 21        | 22        |
| 39        | 23        | 24        | 25        | 26        | 27        | 28        | 29        |
| 40        | 30        |           |           |           |           |           |           |

| Oktober | Oktober | Oktober | Oktober | Oktober | Oktober | Oktober | Oktober |
| Kw      | Mo      | Di      | Mi      | Do      | Fr      | Sa      | So      |
| ------- | ------- | ------- | ------- | ------- | ------- | ------- | ------- |
| 40      |         | 1       | 2       | 3       | 4       | 5       | 6       |
| 41      | 7       | 8       | 9       | 10      | 11      | 12      | 13      |
| 42      | 14      | 15      | 16      | 17      | 18      | 19      | 20      |
| 43      | 21      | 22      | 23      | 24      | 25      | 26      | 27      |
| 44      | 28      | 29      | 30      | 31      |         |         |         |

| November | November | November | November | November | November | November | November |
| Kw       | Mo       | Di       | Mi       | Do       | Fr       | Sa       | So       |
| -------- | -------- | -------- | -------- | -------- | -------- | -------- | -------- |
| 44       |          |          |          |          | 1        | 2        | 3        |
| 45       | 4        | 5        | 6        | 7        | 8        | 9        | 10       |
| 46       | 11       | 12       | 13       | 14       | 15       | 16       | 17       |
| 47       | 18       | 19       | 20       | 21       | 22       | 23       | 24       |
| 48       | 25       | 26       | 27       | 28       | 29       | 30       |          |

| Dezember | Dezember | Dezember | Dezember | Dezember | Dezember | Dezember | Dezember |
| Kw       | Mo       | Di       | Mi       | Do       | Fr       | Sa       | So       |
| -------- | -------- | -------- | -------- | -------- | -------- | -------- | -------- |
| 48       |          |          |          |          |          |          | 1        |
| 49       | 2        | 3        | 4        | 5        | 6        | 7        | 8        |
| 50       | 9        | 10       | 11       | 12       | 13       | 14       | 15       |
| 51       | 16       | 17       | 18       | 19       | 20       | 21       | 22       |
| 52       | 23       | 24       | 25       | 26       | 27       | 28       | 29       |
| 1        | 30       | 31       |          |          |          |          |          |

## Ereignisse

### Politik und Weltgeschehen

#### Großer Nordischer Krieg

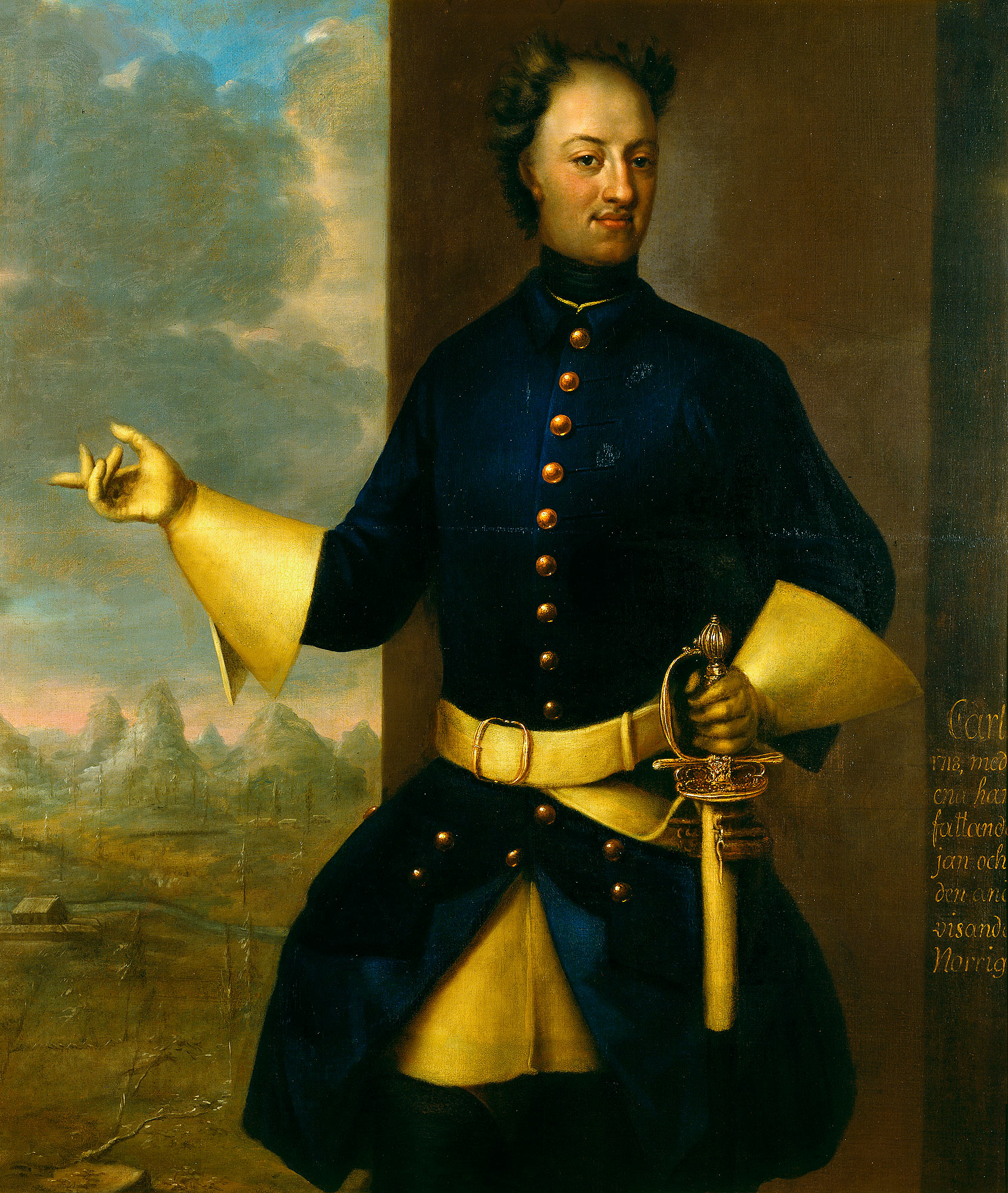
König Karl XII. um 1715

- Januar: König Karl XII. von Schweden besetzt die Süd- und Ostküste Rügens zur Sicherung der Stralsunder Festung.
- 23. Februar: Karl XII. nimmt Wolgast ein, das von einem zwanzig Mann starken preußischen Posten besetzt ist.
- 24. März: Der verwitwete General Friedrich von Hessen-Kassel heiratet in Stockholm die schwedische Prinzessin Ulrika Eleonore, die Schwester von König Karl XII. Fünf Jahre später sind die Eheleute schwedisches Königspaar.
- 9. April: Ein russisches Marinekommando unter Kapitän Peder Bredal segelt mit drei Fregatten und einer Brigg von Reval gegen schwedische Kaperschiffe, von denen er drei erbeutet.
- 22. April: Schwedische Truppen landen auf der Insel Usedom und überrumpeln die dort stationierte kleine preußische Abteilung. Daraufhin lässt Friedrich Wilhelm I. den schwedischen Gesandten ausweisen und gibt die Anweisung zum Beginn des geplanten Feldzugs.

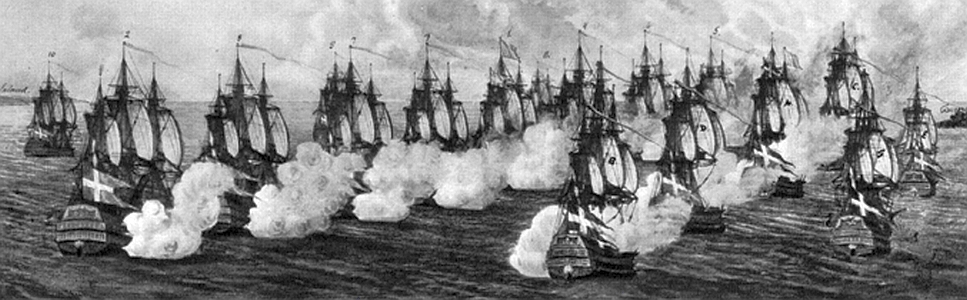
Seeschlacht bei Fehmarn

- 24. April: In der Seeschlacht bei Fehmarn besiegt ein dänisches Geschwader unter dem Kommando von Kapitän Peter Tordenskjold ein schwedisches Geschwader unter Karl Hans Wachtmeister. Durch ungünstige Winde bleibt der schwedischen Flotte nur die Flucht nach Westen in die Kieler Bucht. Damit es nicht in dänische Hände fällt, versenken die Schweden dort ihr manövrierunfähig geschossenes Flaggschiff Prinsessan Hedvig Sophia. Die Versenkung weiterer Schiffe wird von den Dänen gewaltsam verhindert.
- 1. Mai: Alliierte Einheiten aus Preußen, Dänemark und Sachsen beginnen den Pommernfeldzug nach Schwedisch-Pommern mit dem Ziel der Eroberung von Rügen, Stralsund und Vorpommern.
- 29. Mai: Ein schwedisches Geschwader aus 12 Schiffen beschießt die Festung Reval und russische Schiffe im Hafen. Das Gegenfeuer der russischen Schiffe und der Küstenartillerie zwingt die Schweden zum Rückzug.

Ansicht von Wismar um 1715

- 16. Juni: Eine dänisch-preußisch-hannoveranische Armeeabteilung unter dem Oberbefehl von Franz Joachim von Dewitz beginnt während des Pommernfeldzuges mit der Belagerung von Wismar. Die Belagerung der von schwedischen Einheiten gehaltenen Stadt Wismar dauert bis April 1716.
- 19. Juni: Eine vereinte englisch-holländische Flotte unter dem Kommando des englischen Admirals John Norris mit 100 Schiffen der Handelsmarine, verstärkt von der Kriegsflotte gegen die schwedischen Kaperschiffe, kommt unversehrt in Reval an. Zar Peter I. empfängt Admiral Norris und bietet ihm das Kommando der russischen Kriegsmarine an. John Norris kehrt aber im Oktober nach England zurück.

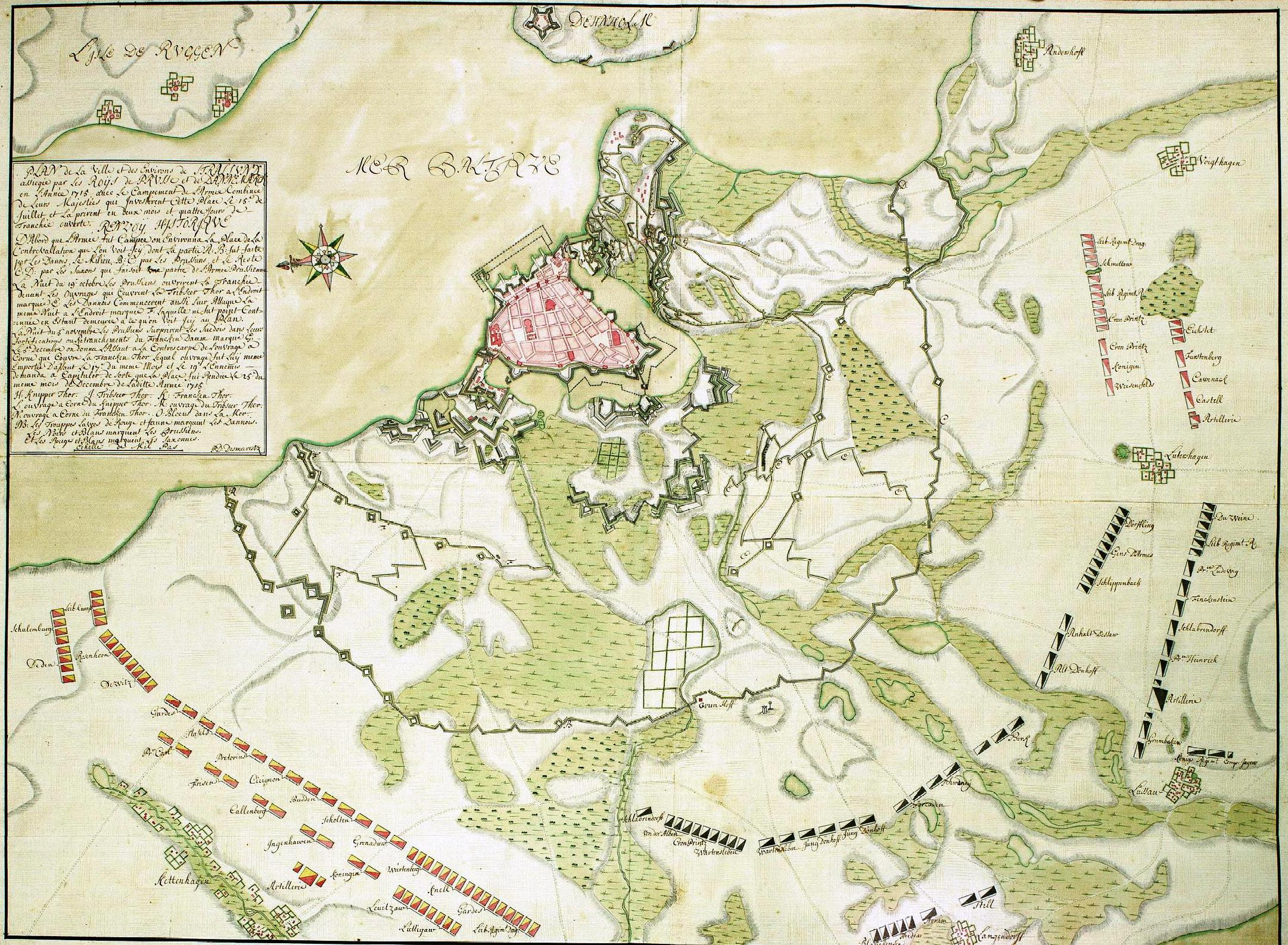
Zeitgenössische Karte der Belagerung von Stralsund

- 12. Juli: Einheiten des Pommernfeldzugs unter Leopold I. von Anhalt-Dessau beginnen mit der Belagerung von Stralsund. Die Stralsunder Stadtbefestigungen zählen zu diesem Zeitpunkt zu den größten Festungs- und Verteidigungsanlagen in Nordeuropa.
- 3. August: Ein Geschwader der russischen Flotte unter Kapitän Peder Bredal landet auf der Insel Gotland. Nach der Zerstörung vieler Ansiedlungen auf der Insel kehrt das Geschwader nach Reval zurück.
- 8. August: Die Seeschlacht bei Jasmund zwischen der dänischen Flotte unter dem Kommando von Admiral Peter Raben und der schwedischen Flotte unter Admiral Claes Sparre endet mit einem strategischen Sieg der Dänen, die daraufhin mit Vorbereitungen zur Invasion Rügens beginnen.
- 22. August: Preußisch-sächsischen Truppen gelingt die Eroberung der Peenemünder Schanze in Peenemünde auf Usedom.
- 30. Oktober: Preußen und Russland schließen einen neuerlichen Allianzvertrag.

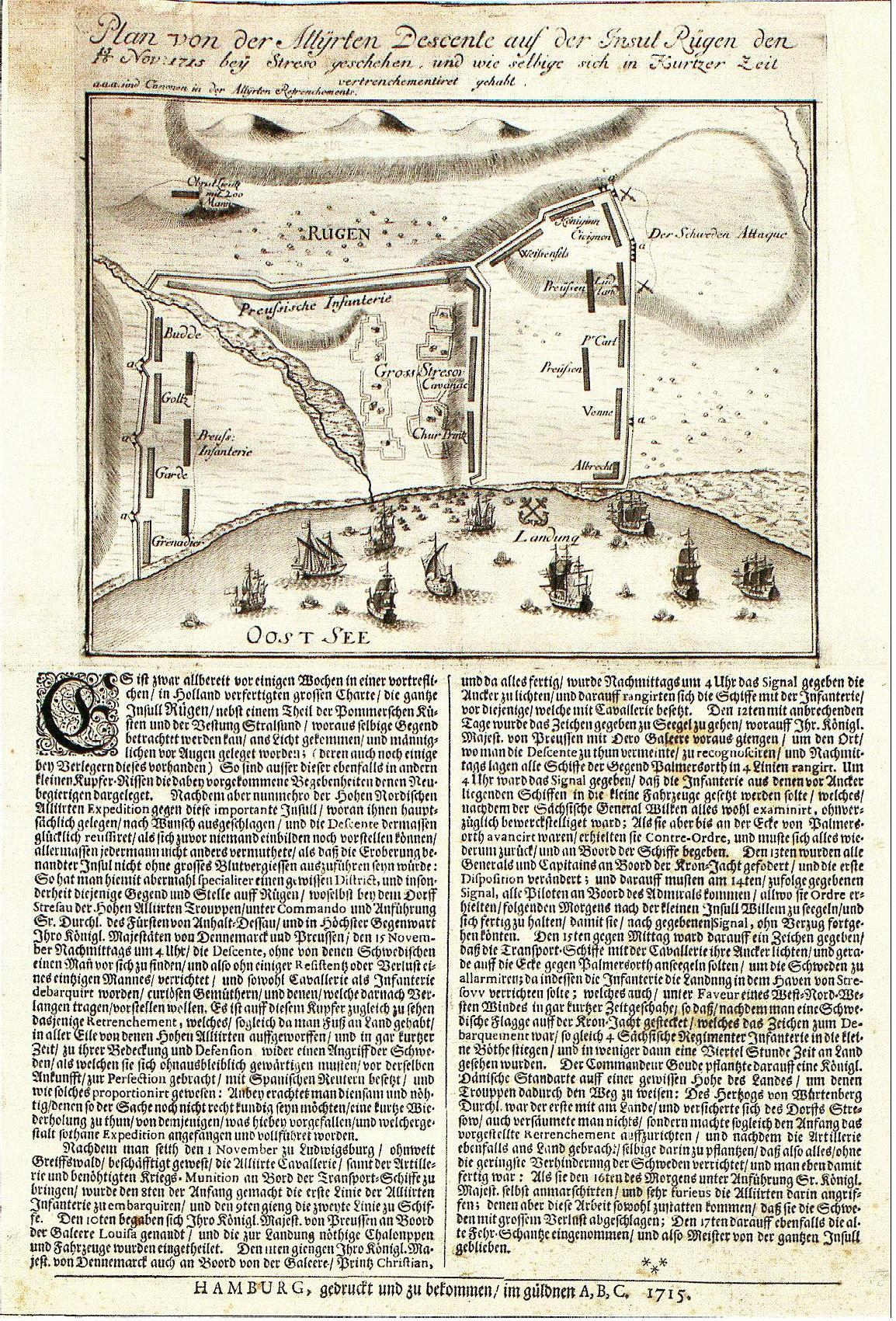
Landung der Truppen bei Groß Stresow

- 15. November: In der Schlacht bei Stresow gelingt den Alliierten ein Sieg und eine entscheidende Schwächung der schwedischen Einheiten unter Karl XII. auf Rügen. Die letzten verbliebenen Einheiten der Schweden auf der Insel kapitulieren am 17. November.
- 23. Dezember: Kurz vor dem bevorstehenden Großangriff auf Stralsund flieht der schwedische König Karl XII. mit drei Begleitern aus der belagerten Festung, um einer Gefangennahme zu entgehen.
- 24. Dezember: Die Belagerung von Stralsund endet mit der preußischen Rückeroberung der Stadt von den Schweden.

#### Polen-Litauen
- 26. November: Unter der Führung von Stanisław Ledóchowski wird in Tarnogród von polnischen Adeligen die Allgemeine Konföderation gegründet. Sie wendet sich aus finanziellen Gründen gegen König August II. samt seinen Reformen sowie die Stationierung von sächsischen Truppen im Land. Ziel ist die Wiederherstellung der Goldenen Freiheit der Rzeczpospolita. Der Adel und ein großer Teil der Armee Polen-Litauens schließen sich der Konföderation an.
- Dezember: Augusts sächsischer Feldmarschall Jacob Heinrich von Flemming führt eine Offensive gegen die Konföderation, wobei es nicht zu größeren Kampfhandlungen kommt.

#### Venezianisch-Österreichischer Türkenkrieg
- 27. Juni: Im Krieg mit Venedig landen auf dem Peloponnes etwa 40.000 Soldaten des Osmanischen Reichs, eine weitere Flotte von 80 Schiffen landet auf der Insel Cerigo. Die Venezianer, die nur rund 10.000 Mann und 19 Schiffe aufzubieten haben, verteidigen im Wesentlichen nur ihre festen Plätze auf der Halbinsel, sodass die Osmanen bis zum Dezember den ganzen Peloponnes einnehmen können.
- 14. August: Etwa 700 Kroaten halten erfolgreich die Stadt Sinj gegen 6.000 osmanische Soldaten. In Erinnerung daran entsteht die Sinjska alka.

#### Frankreich

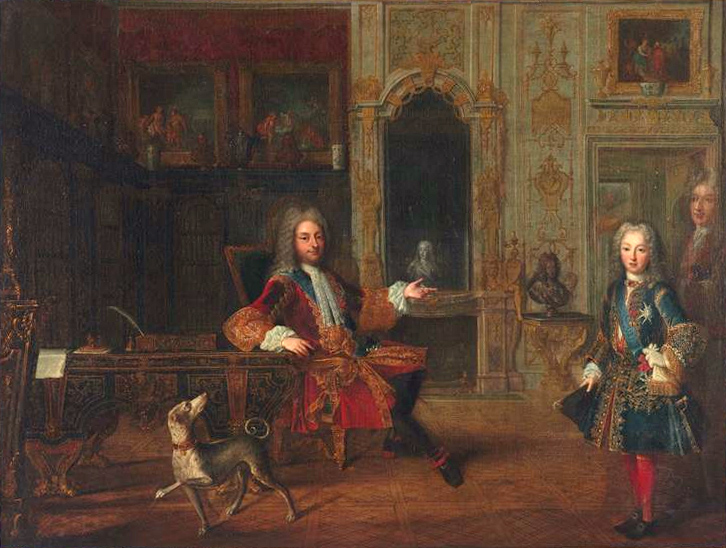
Regent Philippe II. d’Orléans und König Ludwig XV.

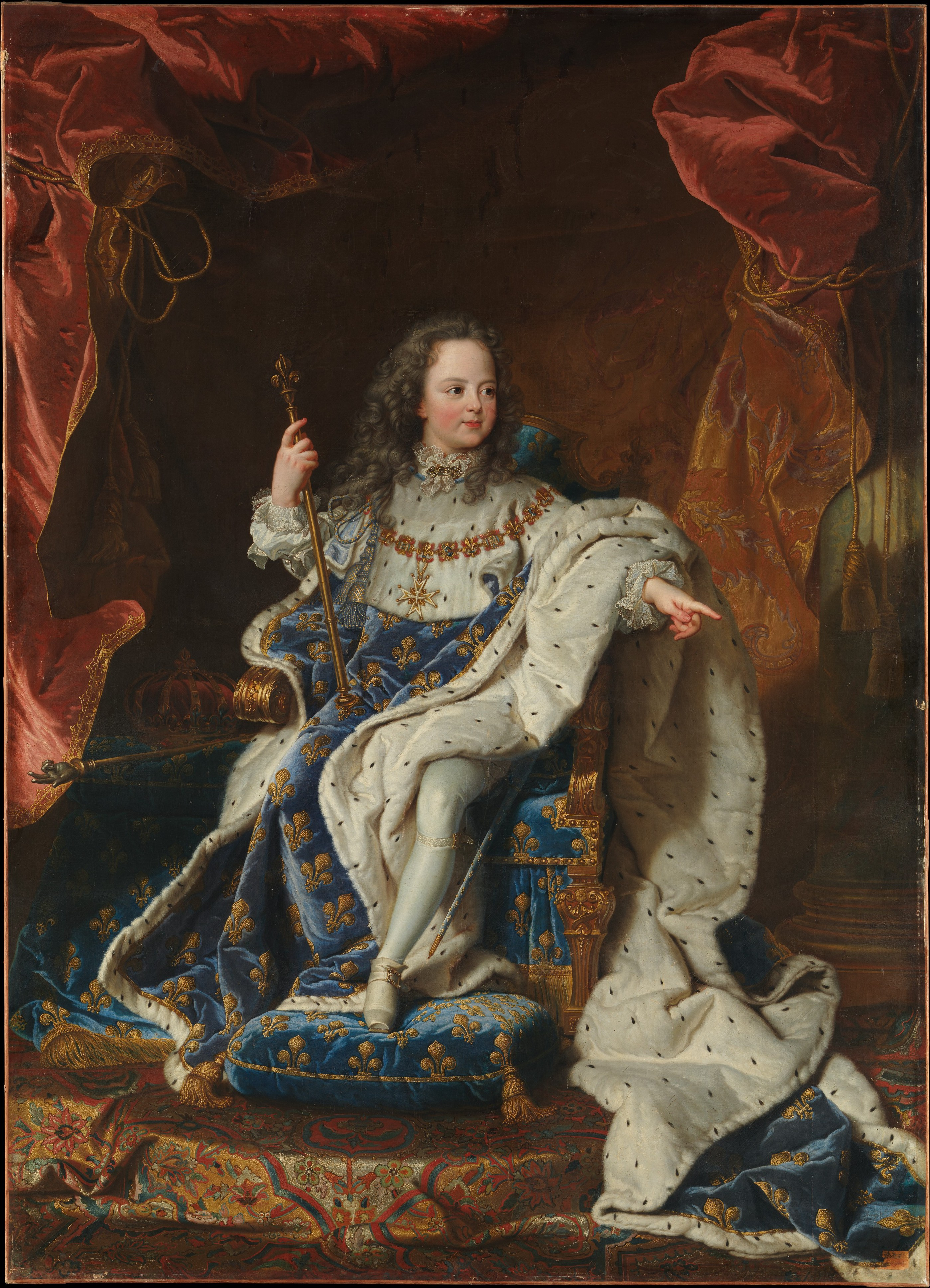
Ludwig XV. 1715

- 1. September: Mit dem Tod des französischen Königs Ludwig XIV. geht die längste Regentschaft eines europäischen Monarchen zu Ende. Er war 72 Jahre an der Macht. Sein fünfjähriger Urenkel Ludwig XV. wird König von Frankreich unter der Regentschaft seines Großonkels und Vormunds Philippe II. de Bourbon, duc d’Orléans. Philipp von Orléans pflegt im Vergleich zu seinem Onkel einen offeneren, aber auch schwächeren Regierungsstil: Er fördert die Parlements, ist gegen Zensur und ordnet die Neuauflage von Büchern an, die unter der Herrschaft seines Onkels verboten worden waren. Zudem fördert er die bildenden Künste. Da Philipp seinen Lebensmittelpunkt nicht vom Pariser Palais Royal ins Schloss Versailles verlegt, die aristokratischen Familien, die Ludwig XIV. nahegestanden sind, sich jedoch nicht an den Hof Philipp von Orléans begeben wollen, ziehen sich viele von ihnen auf ihre Landsitze zurück.
- 2. September: Philippe II. de Bourbon, duc d’Orléans lässt durch das Parlement de Paris das Testament des verstorbenen Königs Ludwig XIV. in wesentlichen Teilen annullieren. Dieses hat seine Befugnisse durch die Einsetzung eines Regentschaftsrates beschnitten. Als Gegenleistung hebt Philippe die Einschränkungen des Remonstrationsrechts des Parlements auf.
- Dezember: Philipp von Orléans ersetzt Minister und Staatssekretäre durch Ratsgremien aus mehreren Personen. Hierbei werden im Gegensatz zur Herrschaft Ludwigs XIV. auch wieder Hof- und Hochadlige und Angehörige des Klerus in höhere Regierungspositionen berufen. Kardinal Guillaume Dubois wird Staatsrat. Ludwig XV. übersiedelt nach Paris in das Palais des Tuileries.

#### Jakobitenaufstand in Schottland und England

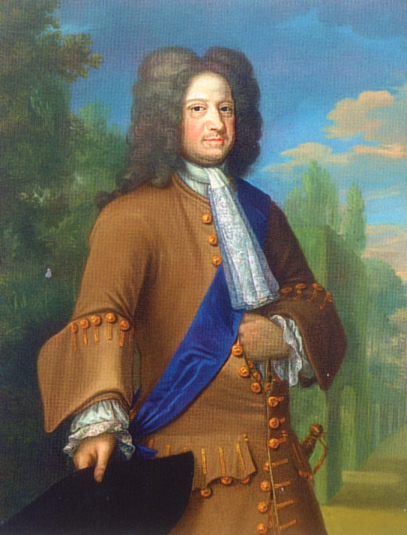
George I. um 1715

- 22. Januar bis 9. März: Bei den Wahlen zum britischen Parlament erleiden die mit den Jakobiten sympathisierenden Tories eine vernichtende Niederlage. Die von König George I. favorisierten Whigs ziehen mit einer überwältigenden Mehrheit ins Parlament ein. Sprecher des Unterhauses wird Spencer Compton.
- 6. September: John Erskine, 23. Earl of Mar, ruft in Braemar James Francis Edward Stuart als James VIII. zum schottischen König aus, es kommt zum ersten Aufstand der Jakobiten. Es gelingt den Aufständischen rasch, den schottischen Norden unter ihre Kontrolle zu bringen und sie erobern unter anderem Inverness, Aberdeen und Dundee. Auf dem Weg nach Süden zögert John Erskine jedoch und versäumt es die Initiative zu ergreifen.
- Als er sich nach seiner Ernennung zum Oberbefehlshaber am 22. Oktober schließlich auf den Weg nach Stirling Castle aufmacht, kommt es am 13. November in der Nähe zur Schlacht bei Sheriffmuir, die unentschieden endet. Das dämpft den Enthusiasmus der Hochländer nachhaltig, da sie in der Schlacht etwa die doppelte Anzahl an Kämpfern aufgeboten haben. Am gleichen Tag ergibt sich Inverness hannoveranischen Truppen.
- Auch in England kommt es zu einer Erhebung, die jedoch am 14. November in der Schlacht bei Preston niedergeschlagen wird.

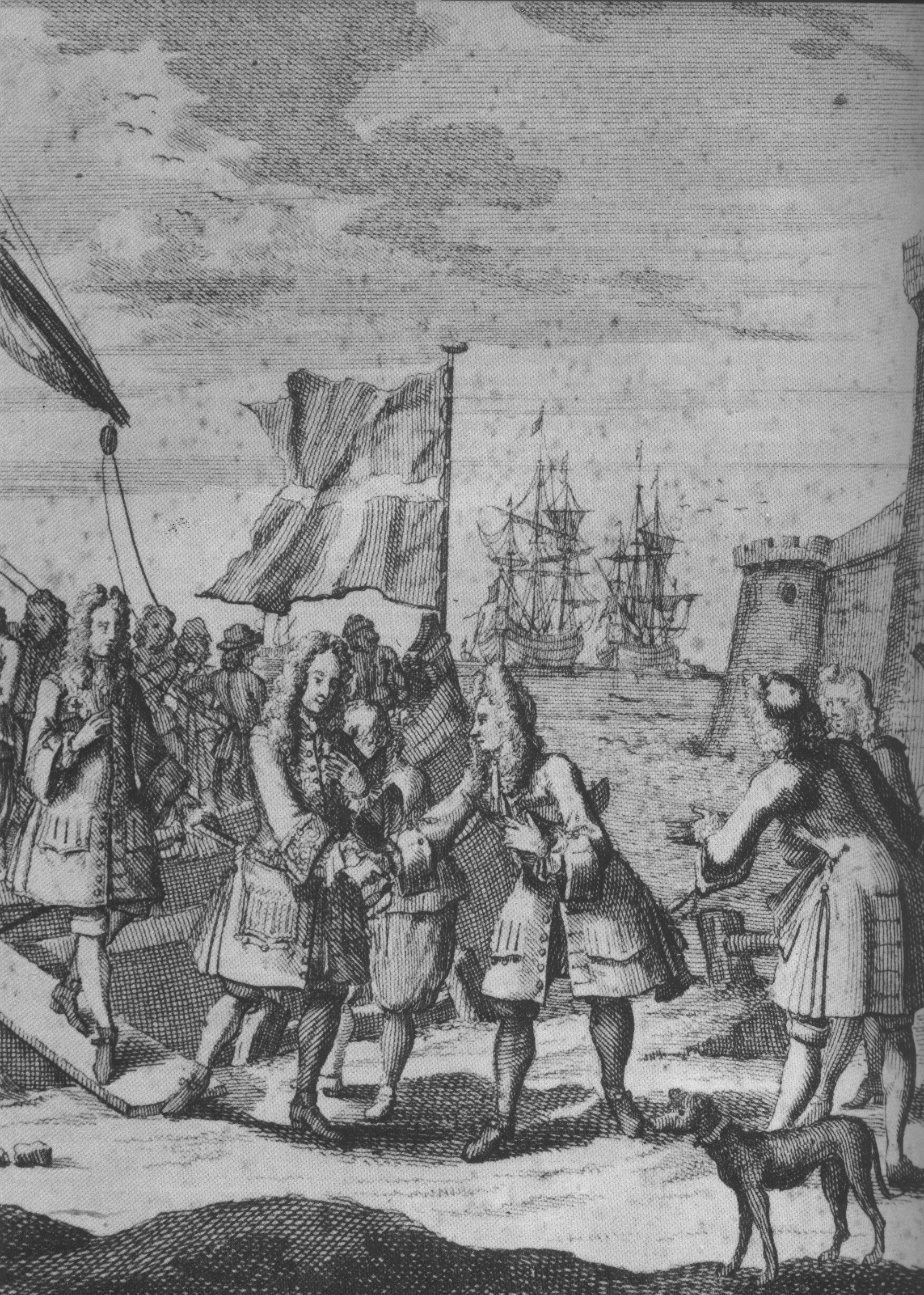
The Old Pretender landet in Schottland

- 22. Dezember: James Francis Edward Stuart, the Old Pretender, landet bei Peterhead in Schottland. Zu diesem Zeitpunkt ist die Armee der Jakobiten allerdings bereits auf insgesamt 5.000 Mann geschmolzen. Auch die erhoffte Unterstützung aus Frankreich bleibt aus.

#### Heiliges Römisches Reich
- 18. Mai: Der Wildbader Vertrag zwischen Herzog Leopold Eberhard von Württemberg-Mömpelgard und Herzog Ludwig Eberhard von Württemberg-Stuttgart regelt die Erbfolge in Mömpelgard nach dem Tod Leopold Eberhards.
- 17. Juni: Markgraf Karl Wilhelm von Baden-Durlach gründet die Stadt Karlsruhe als Planstadt mit der Grundsteinlegung des Karlsruher Schlosses. Am 24. September erlässt er einen Privilegienbrief für diejenigen, die sich in der Stadt niederlassen.
- 15. November: Österreich und die Republik der Sieben Vereinigten Provinzen schließen in Antwerpen den dritten Barrieretraktat über Besatzungsrechte der Holländer in den österreichischen Niederlanden.

#### Afrika
- Dezember: Auf Yostos, den negus von Äthiopien, wird ein Giftanschlag verübt. Er bleibt daraufhin gelähmt.
- Frankreich erobert die Insel Mauritius von den Piraten, die sich dort seit dem Abzug der Niederländer im Jahr 1710 festgesetzt haben, und benennt die Insel in Île de France um.

#### Amerika
- 11. Februar: Der seit 1711 andauernde Tuscarora-Krieg endet.
- 21. Februar: Benedict Calvert, 4. Baron Baltimore, beerbt seinen verstorbenen Vater Charles Calvert, 3. Baron Baltimore, als Lord Proprietor der Kolonie Maryland. Er überlebt seinen Vater jedoch nur knapp zwei Monate. Am 16. April folgt ihm sein Sohn Charles Calvert, 5. Baron Baltimore, in sein Amt nach.

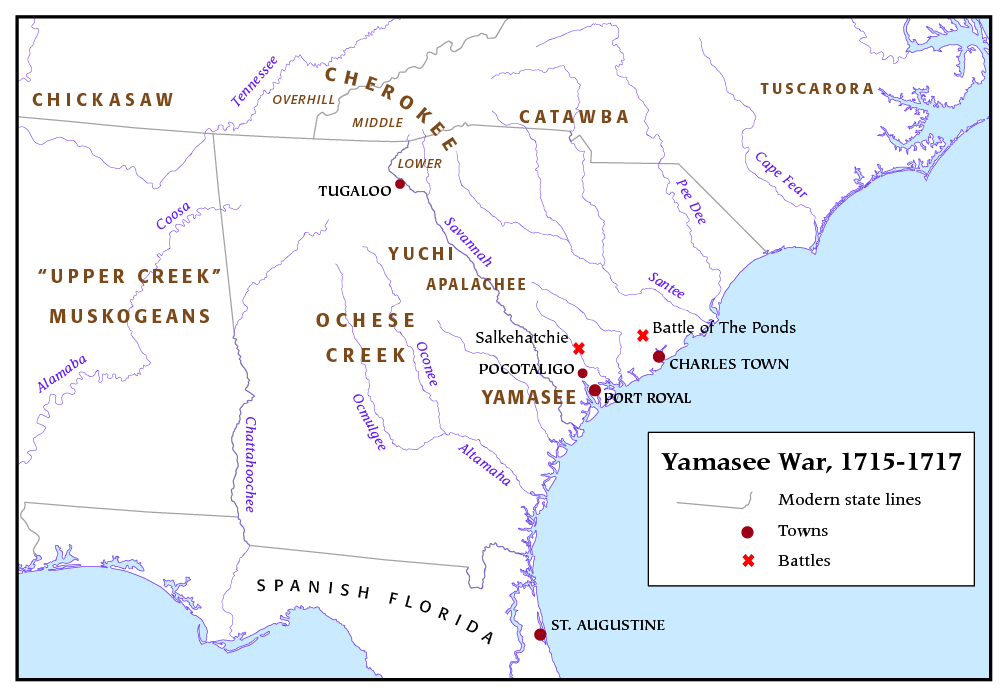
Übersichtskarte des Yamasee War

- 15. April: Der Yamasee-Krieg beginnt. Verschiedenen Stämme amerikanischer Ureinwohner, darunter die Yamasee, Creek, Cherokee, Chickasaw, Catawba, Apalachee, Apalachicola, Yuchi, Savannah River Shawnee, Congaree, Waxhaw, Pee Dee, Cape-Fear-Indianer, Cheraw und viele andere unternehmen zahlreiche Überfälle auf europäische Siedlungen der Provinz Carolina, die die Kolonie an den Rand ihrer Existenz bringen.

#### Asien
- Mir Wais Hotak, Gründer der Hotaki-Dynastie des paschtunischen Stammes der Ghilzai, stirbt. Nachfolger wird sein Bruder Abdul Aziz Hotak.

### Wissenschaft und Technik

Verlauf der Sonnenfinsternis vom 3. Mai 1715

- 3. Mai: In England und Nordeuropa wird eine totale Sonnenfinsternis beobachtet, die von Edmund Halley präzise vorausgesagt worden ist, und daher als Halley's eclipse bekannt ist.
- Herbst: In St. Petersburg wird die Marineakademie gegründet.

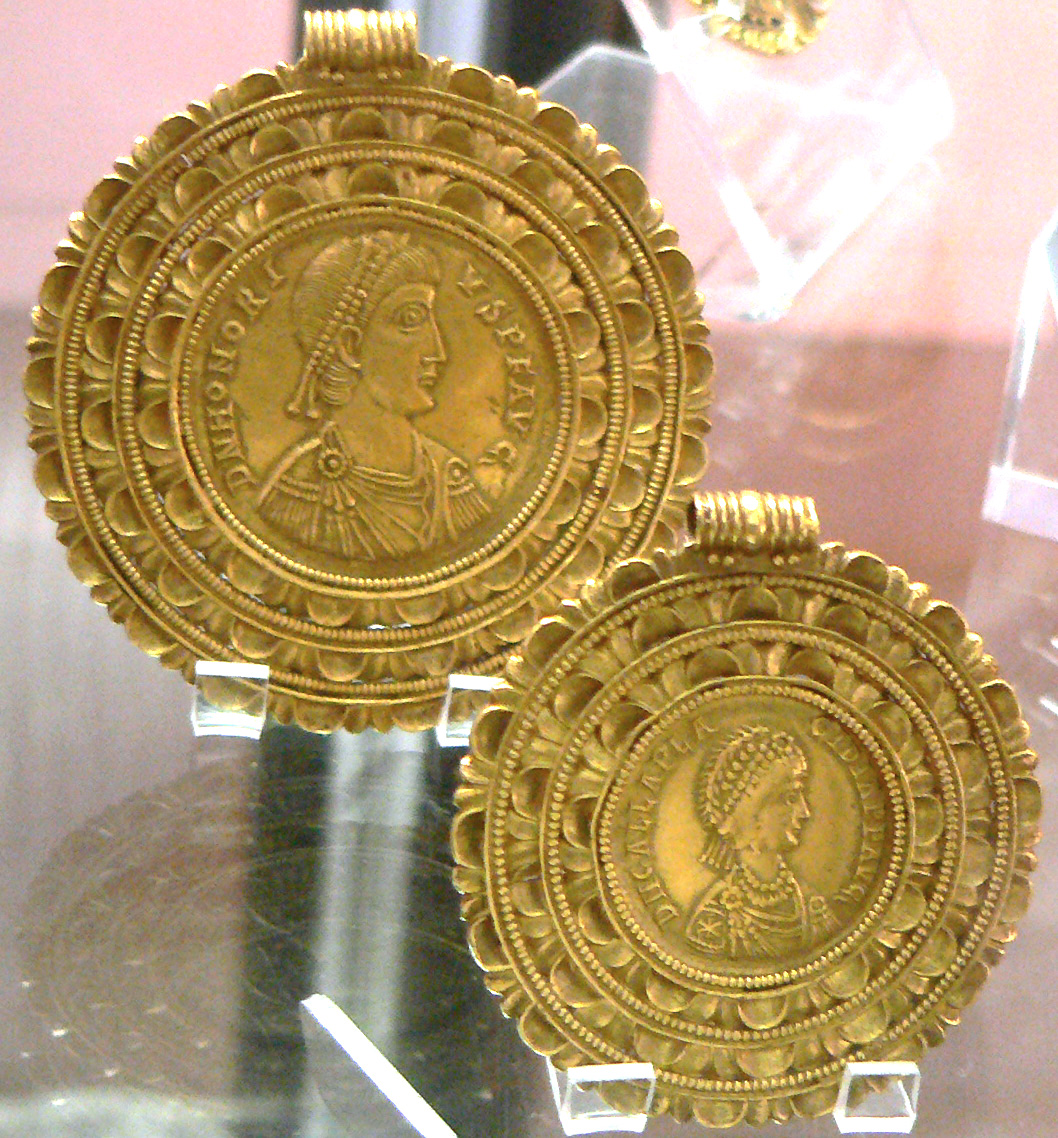
Medaillons des Honorius sowie der Galla Placidia aus dem Fund von 1715

- Der Schatz von Velp, ein goldener Halsring oder eine Halskette, Armringe, Münzen und fünf Medaillons, wird zufällig bei Arbeiten auf einer Weide bei Velp in der Gemeinde Rheden in der niederländischen Provinz Gelderland entdeckt.
- Im dänisch verwalteten Teil Vorpommerns beginnt eine Landvermessung, die Dänische Lustration.

### Kultur

#### Architektur
- 21. August: In Bonn-Poppelsdorf wird der Grundstein für das Poppelsdorfer Schloss gelegt. Der Barockbau entsteht im Auftrag des Kölner Erzbischofs und Kurfürsten Joseph Clemens von Bayern.
- Hofbaumeister Joseph Effner beginnt im Auftrag des bayerischen Kurfürsten Max Emanuel mit dem Bau des Schlosses Fürstenried im Hirschjagdpark südlich von München.

#### Musik und Theater
- 16. Februar: Die Uraufführung der Oper Il Tigrane ossia L'egual impegno d'amore e di fede von Alessandro Scarlatti findet am Teatro San Bartolomeo in Neapel statt.

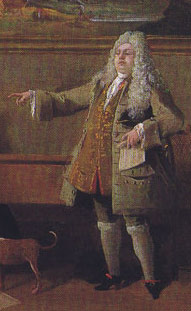
Nicolo Grimaldi, genannt Nicolini

- 25. Mai: Am King’s Theatre am Haymarket in London wird Georg Friedrich Händels Oper Amadigi di Gaula uraufgeführt. Der Verfasser des Librettos ist nicht nachweisbar, man nimmt aber an, dass es eine Arbeit von Giacomo Rossi ist, möglicherweise aber auch von Nicola Francesco Haym stammt. Der Stoff basiert auf der Ritterlegende von Amadis de Gaula, welche wiederum zu den Artussagen gehört. Die Titelrolle hat Händel dem Kastraten Nicolo Grimaldi auf den Leib geschrieben, der damit erstmals seit drei Jahren wieder in London auftritt.
- 1. Oktober: Die Uraufführung der Oper Orfeo ed Euridice von Johann Joseph Fux findet in Wien statt.
- Die Oper La costanza vince l’inganno von Christoph Graupner hat ihre Uraufführung in Darmstadt. Graupners Dienstherr, Landgraf Ernst Ludwig von Hessen-Darmstadt, hat für die Oper eine eigene Ouvertüre geschrieben; auch die Ballettmusik stammt aus seiner Feder.

### Gesellschaft
- 3. Dezember: Mit der Verhaftung zweier jugendlicher Bettler beginnt der erste der Kinderhexenprozesse in Freising, der bis 1717 dauern wird.
- 24. Dezember: In der Jenaer Christnachttragödie sterben vier Menschen infolge einer Rauchgasvergiftung nach einer missglückten Geisterbeschwörung.

### Katastrophen
- 12. April: In Malschwitz bei Bautzen vernichtet ein Feuer Kirche und Schule, das Rittergut und 14 Bauerngüter.
- 31. Juli: Eine aus zwölf Schiffen bestehende spanische Silberflotte wird auf dem Weg von Havanna nach Spanien von einem Hurrikan an die Ostküste von Florida getrieben; bis auf ein Schiff geht die gesamte Flotte mit enormen Werten an Bord verloren, weit über 1.000 Menschen sterben. Etwa 1500 Überlebende können sich an die von Sümpfen und Urwald bedeckte Küste retten, wo sie sich weit entfernt von der nächsten europäischen Siedlung befinden, so dass viele noch an Verletzungen, Entkräftung, Hunger und Durst sterben.

## Geboren

### Erstes Halbjahr
- 05. Januar: Abraham Kaau-Boerhaave, niederländischer Mediziner († 1758)
- 09. Januar: Robert François Damiens, französischer Attentäter († 1757)
- 17. Januar: Benjamin Wilhelm Daniel Schulze, deutscher Pädagoge und Philologe († 1790)
- 25. Januar: Reinhard Christoph Ungewitter, deutscher reformierter Theologe († 1784)
- 26. Januar: Claude Adrien Helvétius, französischer Philosoph († 1771)
- 29. Januar: Georg Christoph Wagenseil, österreichischer Komponist († 1777)
- 07. Februar: Johann Anwander, deutscher Rokokomaler und Freskant († 1770)
- 08. Februar: Pasquale Cafaro, italienischer Komponist († 1787)
- 11. Februar: Margaret Cavendish Bentinck, britische Botanikerin († 1785)
- 15. Februar: Johann Gottlieb Frenzel, deutscher Jurist, Historiker und Philosoph († 1780)
- 22. Februar: Charles-Nicolas Cochin der Jüngere, französischer Kupferstecher und Radierer († 1790)
- 07. März: Ewald Christian von Kleist, preußischer Dichter und Offizier († 1759)
- 21. März: Jakob Samuel Beck, deutscher Maler († 1778)
- 03. April: John Hanson, Delegierter für Maryland im Kontinentalkongress († 1783)
- 05. April: Reinhard Iselin, schweizerisch-dänischer Schiffseigner, Tuchhändler und Bankier († 1781)
- 11. April: Jacob Rodrigues Pereira, portugiesisch-jüdischer Pädagoge, Gehörlosenlehrer, erster Lehrer von tauben Schülern in Frankreich († 1780)
- 15. April: Adam Gottlob Casparini, deutscher Orgelbauer († 1788)
- 19. April: Johann Martin Mack, deutscher evangelischer Missionar und Bischof der Herrnhuter Brüdergemeine († 1784)
- 19. April: James Nares, englischer Komponist und Organist († 1783)
- 23. April: Johann Friedrich Doles, deutscher Komponist und Thomaskantor († 1797)
- 02. Mai: Philipp Jacob Borel, deutscher Mediziner und Hochschullehrer († 1760)
- 11. Mai: Johann Gottfried Bernhard Bach, deutscher Organist († 1739)
- 20. Mai: Franz Huberti, deutscher Geistlicher, Pädagoge und Astronom († 1789)
- 22. Mai: François-Joachim de Pierre de Bernis, französischer Politiker, Kardinal und Dichter († 1794)
- 25. Mai: Antonio Casali, Kardinal der katholischen Kirche († 1787)
- 12. Juni: Anna Wilhelmine, Prinzessin von Anhalt-Dessau († 1780)
- 15. Juni: Ignaz Parhamer, österreichischer Pädagoge und Jesuit († 1786)
- 20. Juni: Frederik Bernard Albinus, niederländischer Mediziner († 1778)
- 29. Juni: Pedro de Cevallos, spanischer Politiker, Militär und erster Vizekönig des Río de la Plata († 1778)

### Zweites Halbjahr
- 04. Juli: Christian Fürchtegott Gellert, deutscher Schriftsteller († 1769)
- 16. Juli: Charles de Rohan, Prince de Soubise, französischer General und Staatsmann, Pair und Marschall von Frankreich († 1787)
- 17. Juli: Friederike von Sachsen-Altenburg-Gotha, Herzogin von Sachsen-Weißenfels († 1775)
- 25. Juli: Jakob Immanuel Pyra, deutscher Dichter († 1744)
- 05. August: Charlotte Sophie Bentinck, deutsche Adlige († 1800)
- 06. August: Ernst Martin Chladni, deutscher Jurist († 1782)
- 06. August: Luc de Clapiers, Marquis de Vauvenargues, französischer Philosoph, Moralist und Schriftsteller († 1747)
- 15. September: Jean-Baptiste Vaquette, vicomte de Gribeauval, französischer Ingenieur und Artilleriegeneral († 1789)
- 19. September: Emmanuel-Félicité de Durfort, Marschall von Frankreich († 1789)
- 25. September: Viktoria Charlotte von Anhalt-Bernburg-Schaumburg-Hoym, Markgräfin von Brandenburg-Bayreuth († 1792)
- 26. September: Niccolò Oddi, päpstlicher Legat und Metropolit des Erzbistums Ravenna († 1767)
- 10. Oktober: August Wilhelm, Herzog von Braunschweig-Wolfenbüttel-Bevern und preußischer Infanteriegeneral († 1781)

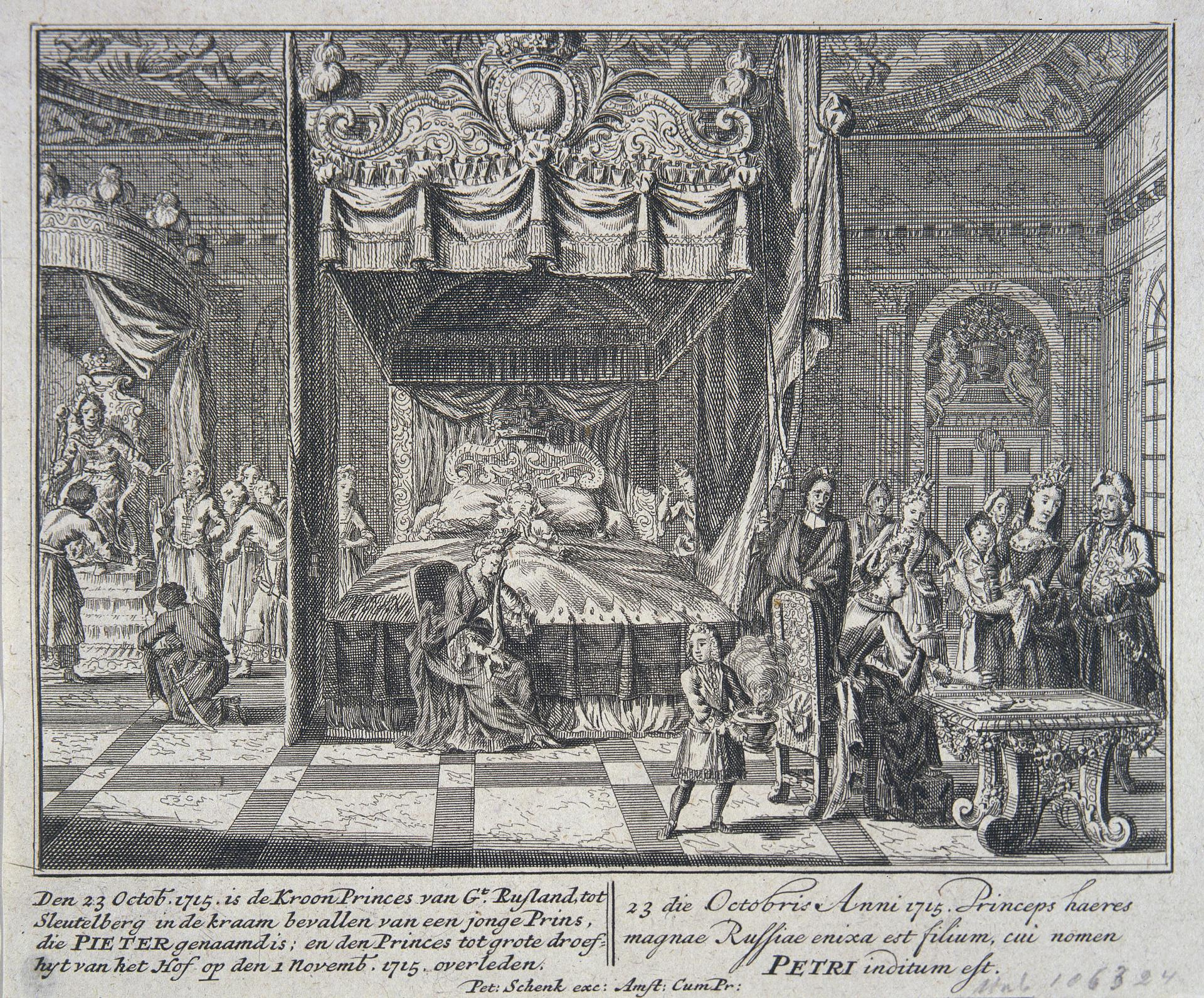
Die Geburt Peters II., Kupferstich

- 23. Oktober: Peter II., Kaiser von Russland († 1730)
- 02. November: Joachim Friedrich von Stutterheim, preußischer Generalleutnant († 1783)
- 05. November: Johann Georg Wille, deutscher Kupferstecher in Frankreich († 1808)
- 08. November: Elisabeth Christine von Braunschweig-Wolfenbüttel-Bevern, Königin von Preußen († 1797)
- 09./10. November: Johann August Landvoigt, deutscher Jurist und Flötist († 1766)
- 13. November: Dorothea Christiane Erxleben, erste promovierte deutsche Ärztin († 1762)
- 13. November: Isidorus Keppler, deutscher römisch-katholischer Theologieprofessor († 1792)
- 16. November: Girolamo Abos, maltesischer Komponist († 1760)
- 17. November: Oswald von Hohenzollern-Sigmaringen, Domherr in Köln († 1765)
- 17. November: Danvers Osborn, 3. Baronet, britischer Adeliger († 1753)
- 21. November: Christian Gottlob Frege, deutscher Bankier und Handelsherr († 1781)
- 24. November: Anna Nitschmann, deutsche evangelische Predigerin, Missionarin, Kirchenlieddichterin und Leiterin der Herrnhuter Brüdergemeine († 1760)
- 27. November: Johann Gottlob Leidenfrost, deutscher Mediziner und Theologe († 1794)
- 30. November: Johann Philipp Bethmann, deutscher Kaufmann und Bankier († 1793)
- 06. Dezember: Johann Friedrich Frisch, deutscher evangelischer Theologe († 1778)
- 09. Dezember: Johann Casimir von Isenburg-Birstein, deutscher Heeresführer († 1759)
- 11. Dezember: Johann Valentin Tischbein, Maler in Laubach, Maastricht, Den Haag, Hildburghausen († 1768)
- 12. Dezember: Gennaro Manna, italienischer Komponist der neapolitanischen Schule († 1779)
- 21. Dezember: Gottlob Curt Heinrich von Tottleben, sächsischer Abenteurer und russischer General († 1773)
- 27. Dezember: Philippe de Noailles, duc de Mouchy, Marschall von Frankreich († 1794)

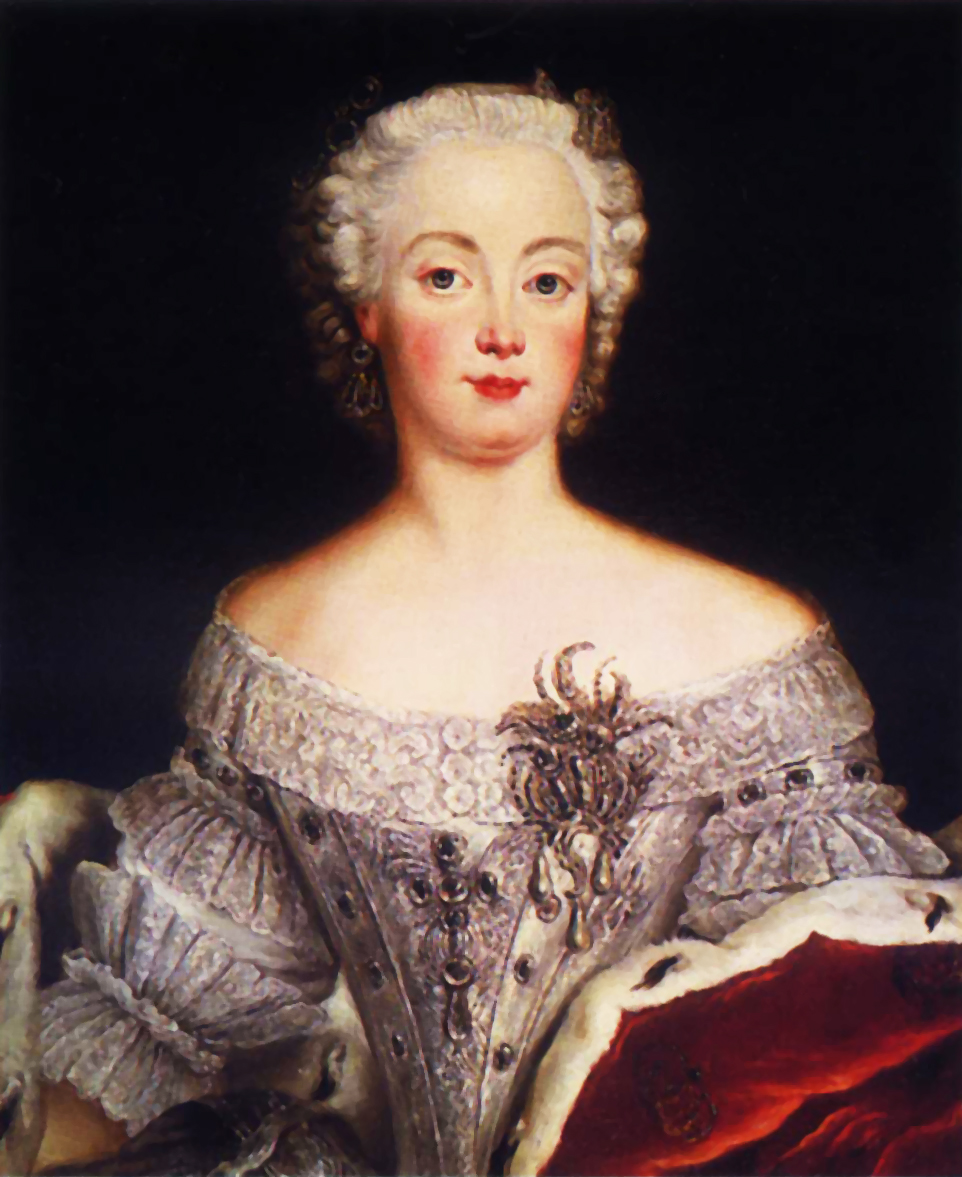
Prinzessin Elisabeth Christine von Braunschweig-Bevern, spätere Königin von Preußen
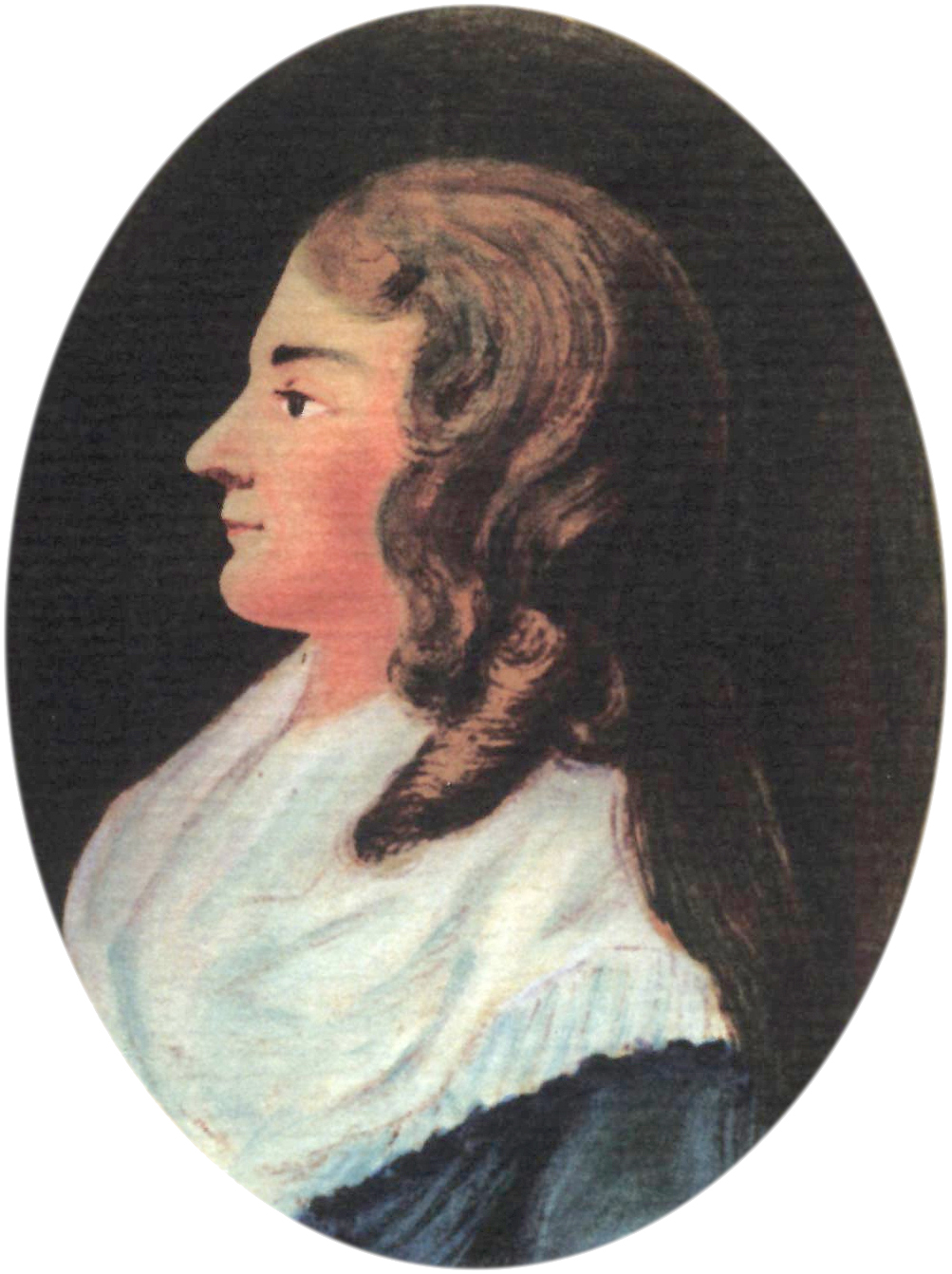
Dorothea Christiane Erxleben
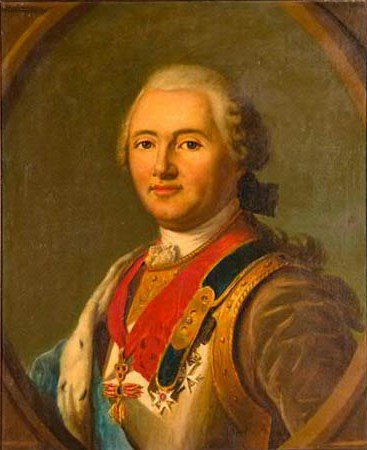
Philippe de Noailles, duc de Mouchy

### Genaues Geburtsdatum unbekannt
- William Johnson, 1. Baronet, irisch-britischer Politiker und General in den nordamerikanischen Kolonien († 1774)
- Wilhelm Ernst von Buddenbrock, preußischer Major und Kommandeur des 1. Stehenden Grenadier-Bataillons († 1760)
- György Maróthi, ungarischer Musikwissenschaftler, Musikpädagoge und Komponist († um 1744)
- Tokugawa Munetake, japanischer Samurai und Waka-Dichter († 1771)

## Gestorben

### Januar bis April
- 07. Januar: François de Salignac de La Mothe-Fénelon, französischer Geistlicher und Schriftsteller (* 1651)
- 07. Januar: Mary Somerset, englische Adelige und Botanikerin (* 1630)
- 22. Januar: Marc’Antonio Ziani, venezianisch-österreichischer Sänger, Komponist und Hofkapellmeister (* 1653)
- 26. Januar: Veit Hans Schnorr von Carolsfeld, Hammer- und Blaufarbenherr in Sachsen, Gründer von Carlsfeld im Erzgebirge (* 1644)
- 12. Februar: Jean-Baptiste Belin de Fontenay, französischer Blumen- und Stilllebenmaler (* 1653)
- 19. Februar: Domenico Egidio Rossi, italienischer Architekt und Baumeister (* 1659)
- 21. Februar: Charles Calvert, 3. Baron Baltimore, Lord Proprietor der Province of Maryland (* 1637)

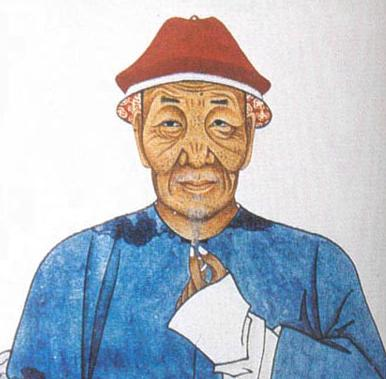
Pu Songling – Zeitgenössisches Porträt

- 25. Februar: Pu Songling, chinesischer Dichter mongolischer Abstammung (* 1640)
- 08. März: Lips Tullian, Anführer der Schwarzen Garde, einer Räuberbande in Sachsen
- 11. März: Jan Erasmus Quellinus, flämischer Bildhauer (* 1634)
- 21. März: Johann Baptist von Arco, deutscher Adeliger, Diplomat und Generalfeldmarschall (* um 1650)
- 22. März: Raymundus Regondi, Abt des Stiftes Altenburg (* 1652)
- 27. März: August, Herzog von Sachsen-Merseburg-Zörbig (* 1655)
- 01. April: Ondraszek, „Robin Hood“ der Mährisch-Schlesischen Beskiden, Räuber und Volksheld (* 1680)
- 04. April: Emanuel von Graffenried, Schultheiss von Bern (* 1636)
- 16. April: Benedict Calvert, 4. Baron Baltimore, Lord Proprietor der Province of Maryland (* 1679)
- 16. April: Friedrich, Herzog von Sachsen-Weißenfels-Dahme und kursächsischer Generalleutnant (* 1673)
- 17. April: Albrecht Wolfgang zu Hohenlohe-Neuenstein, Graf zu Hohenlohe-Langenburg (* 1659)
- 27. April: Valerian Brenner, Baumeister des Vorarlberger Barocks (* 1652)

### Mai bis August
- 08. Mai: Johann Caspar Seelmatter, Schweizer evangelischer Geistlicher, Jurist und Hochschullehrer (* 1644)
- 11. Mai: Maria Mancini, französische Adelige, Mazarinette und Mätresse Ludwigs XIV. (* 1639)
- 12. Mai: Johann Christian Adami der Ältere, deutscher Theologe und Kirchenlieddichter (* 1662)
- 11. Juni: Johann Samuel Stryk, deutscher Rechtswissenschaftler (* 1668)
- 15. Juni: Euphrosyne Auen, deutsche Dichterin (* 1677)
- 18. Juni: Heinrich Franz von Mansfeld, österreichischer Diplomat, Feldmarschall und Hofkriegsratspräsident (* 1640/41)
- 24. Juni: Robert Gibbes, britischer Gouverneur der Province of Carolina (* 1644)
- 25. Juni: Jean Baptiste du Casse, französischer Flibustier und Admiral (* 1646)
- 02. Juli: Hortensia Gugelberg von Moos, Graubündner Ärztin, Publizistin, Forscherin und Schriftstellerin (* 1659)
- 05. Juli: Charles Ancillon, französisch-deutscher Jurist und Diplomat (* 1659)
- 15. Juli: Maria Clara von Berg-s’Heerenberg, niederländische Erbin sowie Fürstin und Regentin von Hohenzollern-Sigmaringen (* 1635)
- 25. Juli: Franz II. Joseph von Lothringen, Fürstabt der Reichsklöster Stablo und Malmedy (* 1689)
- 01. August: Johann Ernst IV., Herzog von Sachsen-Weimar und Komponist (* 1696)
- 03. August: Conrad von Rosen, livländischer General, Marschall von Frankreich und von Irland (* 1628)
- 16. August: Johann Gregor Fuchs, sächsischer Architekt und Baumeister (* 1650)
- 16. August: Marie Elisabeth von Hessen-Darmstadt, Herzogin von Sachsen-Römhild (* 1656)
- 21. August: Johanna Magdalena von Hanau, Gräfin von Leiningen-Dagsburg (* 1660)

### September bis Dezember

Ludwig XIV., 1701

- 01. September: Ludwig XIV., König von Frankreich (* 1638)
- 01. September: François Girardon, französischer Bildhauer (* 1628)
- 06. September: Basilius Petritz, Kreuzkantor in Dresden (* 1647)
- 14. September: Dom Pérignon, französischer Mönch und Cellerar (* 1638)
- 27. September: Thomas Burnet, englischer Theologe (* um 1635)
- 08. Oktober: Moyse Garrigue der Ältere, Juwelier und Kirchenvorstand der Französischen Reformierten Kirche Magdeburgs (* 1663)
- 13. Oktober: Nicolas Malebranche, französischer Philosoph und Mönch ohne Ordensgelübde (* 1638)
- 17. Oktober: Ernst, Herzog von Sachsen-Gotha-Altenburg, sowie erster Herzog und Stifter der Linie Sachsen-Hildburghausen (* 1655)
- 20. Oktober: Meinrad II., Fürst von Hohenzollern-Sigmaringen (* 1673)
- 30. Oktober: Juliane Louise, Prinzessin von Ostfriesland (* 1657)
- 02. November: Charlotte Christine von Braunschweig-Wolfenbüttel, Zarewna von Russland (* 1694)
- 06. November: Emetullah, osmanische Prinzessin und Lieblingsgemahlin Mehmeds IV. (* 1642 oder 1647)
- 11. November: Thomas Lennard, 1. Earl of Sussex, englischer Adliger und Politiker (* 1654)
- 24. November: Hedwig Eleonora von Schleswig-Holstein-Gottorf, Königin von Schweden (* 1636)
- 04. Dezember: Karl III. Joseph von Lothringen, Bischof von Olmütz und Osnabrück, Erzbischof und Kurfürst von Trier (* 1680)
- 07. Dezember: Dorothea Katharina von Pfalz-Birkenfeld-Bischweiler, Gräfin von Nassau-Ottweiler (* 1634)
- 14. Dezember: Thomas Dongan, 2. Earl of Limerick, englischer Kolonialgouverneur der Provinz New York (* 1634)

### Genaues Todesdatum unbekannt
- Filippo Abbiati, italienischer Maler (* 1640)
- Mir Wais Hotak, paschtunischer Stammesführer der Ghilzai aus Kandahar, Gründer der Hotaki-Dynastie (* 1673)
- Ragnheiður Jónsdóttir, isländische Gestalterin von Stickmotiven (* 1646)
- Jan Erasmus Quellinus, flämischer Maler (* 1634)
- Joseph Raphson, englischer Mathematiker (* 1648)
- Michael Ludwig Anton Rohrer, böhmischer Brunnenmeister und Baumeister (* um 1650)
- Jakob Schöpf, deutscher Kunstschreiner und Bildhauer (* 1665)
- Antonio Sebastián de Toledo, spanischer Offizier und Kolonialverwalter, Vizekönig von Neuspanien (* 1625/1620/1608)
- Richard Waller, englischer Naturforscher, Übersetzer und Illustrator (* um 1650)
- Wang Yuanqi, chinesischer Maler (* 1642)